# Schweiz kantoner

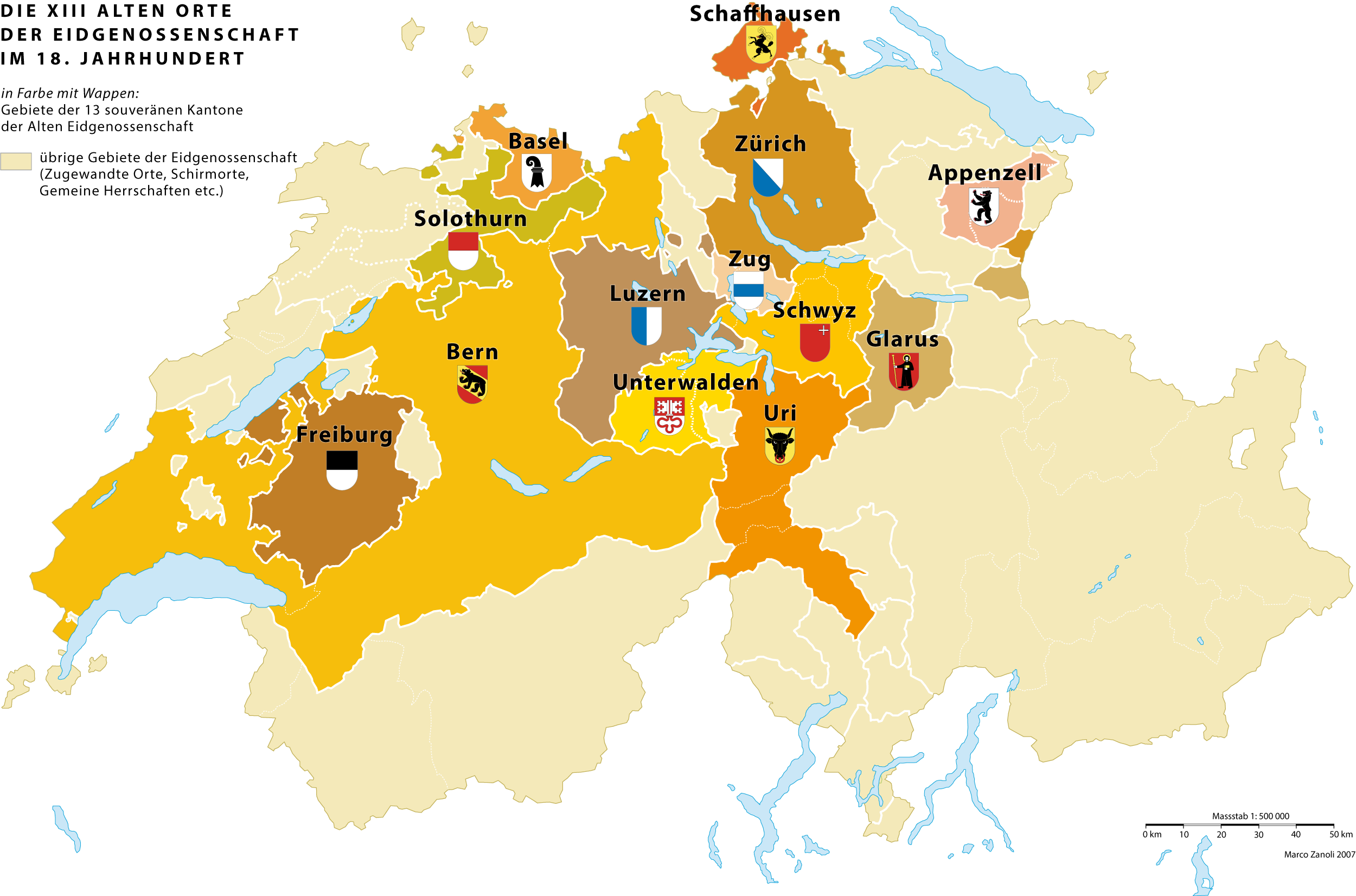
De tretton kantonerna i det Gamla schweiziska edsförbundet (1513–1798).

Schweiz kantoner (tyska: Kantone eller, traditionellt i Schweiz, Stände, franska: cantons, italienska: cantoni, rätoromanska: chantuns) är den traditionellt högsta nivån i Schweiz administrativa indelning. De fungerar som delstater i det Schweiziska edsförbundet. Begreppet användes första gången 1475 i ett av Fribourgdokumenten.
Varje kanton var en helt självständig stat med egna gränser, armé och valuta från westfaliska freden (1648) till 1798 och från 1803 till grundandet av det schweiziska federationen 1848. Den senast inrättade kantonen är Jura som bröts ut från Bern 1979.

## Historia
De så kallade urkantonerna, som 1291 grundade edsförbundet, var Uri, Schwyz och Unterwalden. I det gamla edsförbundet kallades kantonerna fortfarande för orter. Därför talar man rörande Schweiz utvecklingsfaser om de åtta gamla orterna och de tretton gamla orterna. Bundsförvanter, som inte var fullvärdiga edsförbundsmedlemmar, betecknades ”zugewandte Orte”. Edsförbundets medlemmar var fortfarande självständiga statsbildningar.
På 1500-talet bestod det schweiziska edsförbundet av tretton självständiga kantoner. Det fanns två olika sorter: sex skogskantoner och sju stadskantoner. Även om de formellt hörde till Tysk-romerska riket var de de facto oavhängiga sedan schweizarna besegrat kejsar Maximilian i juli 1499. De sex första skogskantonerna var demokratiska republiker, medan de sju stadskantonerna var oligarkiska republiker, kontrollerade av adelssläkter.
I och med den Helvetiska republiken (1798–1803) kom benämningen kanton i större användning (uttrycket användes redan 1475 som synonym till Ort eller Stand i det gamla edsförbundet). I den nyinrättade enhetsstaten var kantonerna blott förvaltningsdistrikt utan autonomi. Gränserna drogs om för att skapa närapå lika stora kantoner och slå sönder den gamla ordningen. Nu tillkom också de kortlivade kantonerna Säntis, Linth, Waldstätte, Oberland, Baden, Lugano och Bellinzona.
Med mediationsförfattningen 1803 steg antalet kantoner till 19 och med Wienkongressen (1815) till 22. Die Zugewandten Orte, till exempel Republiken Gersau, blev delvis motvilligt inkorporerade i en kanton. År 1833 lösgjorde sig kantonen Basel-Landschaft i en väpnad konflikt från Basel-Stadt.
Med förbundsstatens grundande 1848 inskränktes slutligen kantonernas självständighet: Samtliga kantonala tullar och valutor avskaffades. Några få beslutsområden överläts på de federala instanserna. Med industrialiseringen och den ekonomiska tillväxten blev samhällslivet allt mer komplext, vilket påkallade ytterligare centralisering. I dag är det område inom vilket kantonerna fortfarande kan stifta lagar verkligt autonomt tämligen begränsat. Det talas alltmer om ”verkställande federalism”.

## Politiskt system
Varje kanton har sina egna grundlagar, lagstiftande organ, regering och domstolar. De flesta kantoner har lagstiftande församlingar med en kammare vars storlek varierar från 55 till 180 platser. I ett par kantoner utövas den lagstiftade makten av allmänna stämmor, Landsgemeinden, där direktdemokrati tillämpas. Kantonsregeringarna består antingen av fem eller sju ledamöter, beroende på kanton.
Schweiz federala grundlag förklarar kantonerna som självständiga i så måtto att deras självständighet inte begränsas av federala lagar. Alla statliga ansvarsområden som den schweiziska författningen inte överlåter på federationen (som inte regleras av federal lag) hör till kantonernas jurisdiktion (delstatens organisation, skolväsendet, delvis hälsovården, delvis plan- och byggnadsrättsområdet, polisväsendet, delvis domstolsväsendet, notarius publicus-väsendet, kantonal och kommunal beskattningsrätt med mera). Kantonernas lagar reglerar vilken grad av självstyre kommunerna har vilket varierar från kanton till kanton. Kantonernas storlek varierar från 37 till 7 105 kvadratkilometer; folkmängden varierar från 15 471 till 1 244 400.
Liksom på federal nivå finns det i alla kantoner inslag av direkt demokrati. Medborgarna kan kräva en folkomröstning för att ändra kantonens lagar eller hindra en lag som antagits i parlamentet. Allmänna folkförsamlingar (Landsgemeinde) finns numera endast i kantonerna Appenzell Innerrhoden och Glarus. I de övriga kantonerna utövas de demokratiska rättigheterna genom slutna val och omröstningar.

## Betydelse i mellan- och överkantonala sammanhang

### Interkantonala konkordat
Två eller flera kantoner kan träffa överenskommelser inom vissa områden som ligger utanför förbundets lagstiftningsmakt, exempelvis skolväsendet. Sådana kallas interkantonalt konkordat.

### Förbundsnivån
Varje kanton har två eller (för halvkantonerna) en representant i ständerrådet, den lilla kammaren i Schweiz parlament. Vid val till den större kammaren, nationalrådet, utgör kantonerna valkretsar. 
Vid vissa folkomröstningar krävs för godkännande stöd av både en majoriet av de röstberättigade och en majoritet av kantonerna.

## Förteckning
Kantonerna nedan är uppräknade i den ordning de har i den federala grundlagen.
| Flagga                         | Förkortn. | Kanton                 | Sedan                               | Huvudort                | Folkmängd | Yta    | Befolkningstäthet | Antal kommuner | Officiella språk                         |
| ------------------------------ | --------- | ---------------------- | ----------------------------------- | ----------------------- | --------- | ------ | ----------------- | -------------- | ---------------------------------------- |
| Zürichs flagga                 | ZH        | Zürich                 | 1351                                | Zürich                  | 1 307 567 | 1 729  | 701               | 171            | tyska                                    |
| Berns flagga                   | BE        | Bern                   | 1353                                | Bern                    | 962 982   | 5 959  | 158               | 392            | tyska, franska                           |
| Luzerns flagga                 | LU        | Luzern                 | 1332                                | Luzern                  | 363 475   | 1 493  | 233               | 88             | tyska                                    |
| Uris flagga                    | UR        | Uri                    | 1291                                | Altdorf                 | 34 989    | 1 077  | 33                | 20             | tyska                                    |
| Schwyz’ flagga                 | SZ        | Schwyz                 | 1291                                | Schwyz                  | 141 024   | 908    | 143               | 30             | tyska                                    |
| Obwaldens flagga               | OW        | Obwalden               | 1291                                | Sarnen                  | 33 997    | 491    | 66                | 7              | tyska                                    |
| Nidwaldens flagga              | NW        | Nidwalden              | 1291                                | Stans                   | 40 287    | 276    | 138               | 11             | tyska                                    |
| Glarus’ flagga                 | GL        | Glarus                 | 1352                                | Glarus                  | 38 237    | 685    | 51                | 25             | tyska                                    |
| Zugs flagga                    | ZG        | Zug                    | 1352                                | Zug                     | 109 141   | 239    | 416               | 11             | tyska                                    |
| Fribourgs flagga               | FR        | Fribourg               | 1481                                | Fribourg                | 263 241   | 1 671  | 141               | 168            | franska, tyska                           |
| Solothurns flagga              | SO        | Solothurn              | 1481                                | Solothurn               | 250 240   | 791    | 308               | 125            | tyska                                    |
| Basel-Stadts flagga            | BS        | Basel-Stadt            | 1501 (del av Basel t.o.m. 1833)     | Basel                   | 185 227   | 37     | 5 072             | 3              | tyska                                    |
| Basel-Landschafts flagga       | BL        | Basel-Landschaft       | 1501 (del av Basel t.o.m. 1833)     | Liestal                 | 269 145   | 518    | 502               | 86             | tyska                                    |
| Schaffhausens flagga           | SH        | Schaffhausen           | 1501                                | Schaffhausen            | 74 527    | 298    | 246               | 27             | tyska                                    |
| Appenzell Ausserrhodens flagga | AR        | Appenzell Ausserrhoden | 1513 (del av Appenzell t.o.m. 1597) | Herisau / Trogen        | 52 654    | 243    | 220               | 20             | tyska                                    |
| Appenzell Innerrhodens flagga  | AI        | Appenzell Innerrhoden  | 1513 (del av Appenzell t.o.m. 1597) | Appenzell               | 15 471    | 173    | 87                | 6              | tyska                                    |
| S:t Gallens flagga             | SG        | Sankt Gallen           | 1803                                | Sankt Gallen            | 465 937   | 2 026  | 222               | 86             | tyska                                    |
| Graubündens flagga             | GR        | Graubünden             | 1803                                | Chur                    | 188 762   | 7 105  | 26                | 190            | tyska, rätoromanska, italienska          |
| Aargaus flagga                 | AG        | Aargau                 | 1803                                | Aarau                   | 581 562   | 1 404  | 388               | 229            | tyska                                    |
| Thurgaus flagga                | TG        | Thurgau                | 1803                                | Frauenfeld / Weinfelden | 238 316   | 991    | 229               | 80             | tyska                                    |
| Ticinos flagga                 | TI        | Ticino                 | 1803                                | Bellinzona              | 328 580   | 2 812  | 110               | 176            | italienska                               |
| Vauds flagga                   | VD        | Vaud                   | 1803                                | Lausanne                | 672 039   | 3 212  | 188               | 375            | franska                                  |
| Valais’ flagga                 | VS        | Valais                 | 1815                                | Sion                    | 298 580   | 5 224  | 53                | 143            | franska, tyska                           |
| Neuchâtels flagga              | NE        | Neuchâtel              | 1815                                | Neuchâtel               | 169 782   | 803    | 206               | 53             | franska                                  |
| Genèves flagga                 | GE        | Genève                 | 1815                                | Genève                  | 438 177   | 282    | 1 442             | 45             | franska                                  |
| Juras flagga                   | JU        | Jura                   | 1979 (tidigare del av Bern)         | Delémont                | 69 555    | 838    | 82                | 64             | franska                                  |
| Schweiz flagga                 | CH        | Schweiz                |                                     | Bern                    | 7 593 494 | 41 285 | 174               | 2 631          | tyska, franska, italienska, rätoromanska |

Tvåbokstavsförkortningarna för de schweiziska kantonerna används ofta, till exempel på bilarnas registreringsskyltar.

## Halvkantoner - kantoner med halv kantonsröst
Sex kantoner – Obwalden, Nidwalden, Appenzell Innerrhoden, Appenzell Ausserrhoden, Basel-Stadt och Basel-Landschaft – kallas traditionellt för ”halvkantoner”. Denna term ogillas numera av författningsexperter, eftersom 1999 års grundlag nämner 26 jämställda kantoner. Benämningen ”kantoner med halv kantonröst” har nyligen börjat användas i offentliga och juridiska texter.
Regionen Unterwalden har, i historiska källor, alltid delats in i halvkantonerna Obwalden och Nidwalden. De övriga fyra halvkantonerna är resultatet av delningar av tidigare existerande kantoner: kantonen Appenzell klövs 1597 i halvkantonerna Innerrhoden och Ausserrhoden i samband med reformationen. Kantonen Basel delades i halvkantonerna Basel-Stadt och Basel-Landschaft efter att landsbygden runt Basel gjort uppror 1833.
De sex halvkantonerna har samma institutionella struktur och samma rättigheter och skyldigheter som de övriga kantonerna – med två undantag: för det första väljer de bara en ledamot var till Ständerrådet i stället för två, och i folkomröstningar som inte allenast fordrar ett flertal av alla avlagda röster utan även bifall av kantonflertalet (Ständemehr / majorité des cantons), till exempel för grundlagsändringar, räknas en halvkantons röst bara som en halv röst. Det här innebär att ett kantonflertal faktiskt är majoriteten av tjugotre kantonröster.

## Namn på andra språk
| Förkortn. | Svenska                | Franska                      | Italienska         | Tyska                        | Rätoromanska      |
| --------- | ---------------------- | ---------------------------- | ------------------ | ---------------------------- | ----------------- |
| AG        | Aargau                 | Argovie                      | Argovia            | Aargau (fil)                 | Argovia           |
| AI        | Appenzell Innerrhoden  | Appenzell Rhodes-Intérieures | Appenzello Interno | Appenzell Innerrhoden (fil)  | Appenzell dadens  |
| AR        | Appenzell Ausserrhoden | Appenzell Rhodes-Extérieures | Appenzello Esterno | Appenzell Ausserrhoden (fil) | Appenzell dador   |
| BS        | Basel-Stadt            | Bâle-Ville                   | Basilea-Città      | Basel-Stadt (fil)            | Basilea-Citad     |
| BL        | Basel-Landschaft       | Bâle-Campagne                | Basilea-Campagna   | Basel-Landschaft (fil)       | Basilea-Champagna |
| BE        | Bern                   | Berne                        | Berna              | Bern (fil)                   | Berna             |
| FR        | Fribourg               | Fribourg                     | Friborgo           | Freiburg (fil)               | Friburg           |
| GE        | Genève                 | Genève                       | Ginevra            | Genf (fil)                   | Genevra           |
| GL        | Glarus                 | Glaris                       | Glarona            | Glarus (fil)                 | Glaruna           |
| GR        | Graubünden             | Grisons                      | Grigioni           | Graubünden (fil)             | Grischun          |
| JU        | Jura                   | Jura                         | Giura              | Jura (fil)                   | Giura             |
| LU        | Luzern                 | Lucerne                      | Lucerna            | Luzern (fil)                 | Lucerna           |
| NE        | Neuchâtel              | Neuchâtel                    | Neuchâtel          | Neuenburg (fil)              | Neuchâtel         |
| NW        | Nidwalden              | Nidwald                      | Nidvaldo           | Nidwalden (fil)              | Sutsilvania       |
| OW        | Obwalden               | Obwald                       | Obvaldo            | Obwalden (fil)               | Sursilvania       |
| SG        | Sankt Gallen           | Saint-Gall                   | San Gallo          | St. Gallen (fil)             | Son Gagl          |
| SH        | Schaffhausen           | Schaffhouse                  | Sciaffusa          | Schaffhausen (fil)           | Schaffusa         |
| SZ        | Schwyz                 | Schwyz (eller Schwytz)       | Svitto             | Schwyz (fil)                 | Sviz              |
| SO        | Solothurn              | Soleure                      | Soletta            | Solothurn (fil)              | Soloturn          |
| TG        | Thurgau                | Thurgovie                    | Turgovia           | Thurgau (fil)                | Turgovia          |
| TI        | Ticino                 | Tessin                       | Ticino             | Tessin (fil)                 | Tessin            |
| UR        | Uri                    | Uri                          | Uri                | Uri (fil)                    | Uri               |
| VS        | Valais                 | Valais                       | Vallese            | Wallis (fil)                 | Vallais           |
| VD        | Vaud                   | Vaud                         | Vaud               | Waadt (fil)                  | Vad               |
| ZG        | Zug                    | Zoug                         | Zugo               | Zug (fil)                    | Zug               |
| ZH        | Zürich                 | Zurich                       | Zurigo             | Zürich (fil)                 | Turitg            |